# Preußische ES 5
Die 1913 gebaute ES 5 mit der Achsfolge 1'C1' war die erste Elektrolokomotive der Preußischen Staatsbahnen mit drei Kuppelachsen.
Die elektrische Ausstattung mit Ausnahme des Fahrmotors stimmte im Wesentlichen mit der der ein Jahr zuvor in Dienst gestellten EG 501 überein.

## Geschichte
Ebenso wie die ES 1 bis ES 3 war die ES 5 für den Betrieb auf relativ flachen Strecken ausgelegt, konnte jedoch erheblich mehr an Zugkraft aufbringen und war vor allem wegen höherer Zuverlässigkeit der ebenfalls starken ES 3 überlegen. Die Fahrwerkskonstruktion führte jedoch zu Laufunruhe bei höheren Geschwindigkeiten, sodass die Höchstgeschwindigkeit auf 110 km/h herabgesetzt werden musste, wenngleich ihre Motorleistung ausreichend war, um 350-t-Züge mit 120 km/h zu befördern. Der Ausbruch des Ersten Weltkrieges verhinderte die Verlegung in das Breslauer Netz für Tests in steilerem Gelände. Bis zu ihrer Ausmusterung 1923 verblieb die ES 5 in der Werkstatt Leipzig Hbf West.